# Eupithecia castigata
Eupithecia castigata là một loài bướm đêm trong họ Geometridae.